# Снохомиш (град)
Вижте пояснителната страница за други значения на Снохоумиш.
Снохо̀миш (на английски: Snohomish, местното произношение е по-близко до Сньохо̀умиш) е град в окръг Снохомиш, щата Вашингтон, Съединените американски щати.
Има население от 8494 жители (2000) и обща площ от 6,7 km². Намира се на 20 m надморска височина. ЗИП кодът му е 98290, 98291, 98296, а телефонният му код е 425.